# Салеп
Са́леп (тур. salep, sahlep; перс. ثعلب, saalab‎; араб. سحلب, saḥlab‎; алб. salep; азерб. səhləb; ивр. סַחְלֶבּּ‎, saḥleb; греч. σαλέπι, salepi; сербский, македонский и боснийский: салеп, salep) — напиток на основе «муки из орхидей»: клубней ятрышника (включая Ятрышник мужской и Ятрышник шлемоносный).

## Этимология
Слово salep происходит от арабского араб. سَحْلَب‎ (saḥlab). В середине XVIII века: из французского, турецкого sālep, из араб. ثَعْلَب‎ (aṯ-ṯaʿlabi), «тестикулы (яички) лисы». Название намекает на схожесть двойных клубней орхидеи, ятрышника, с тестикулами этого животного. Происхождение названия также подтверждается классическим греческим словом ὄρχις (орхидея), что означает «яичко» и «орхидея». Кроме того, сравнение с яичками объясняет, что этот продукт считался афродизиаком во времена Римской империи и Древней Греции.

## История
Напитки из «орхидейной муки» были широко известны как satyrion и priapisus. Салеп или сахлаб был популярным напитком в Персии, Индии, Турции, Греции и на землях Османской империи. В Европе напиток был популярен ещё до появления кофе и чая и продолжал предлагаться в английских кафе и после появления этих напитков. В Англии в XVIII и XIX веках он был известен как saloop.

## Распространение

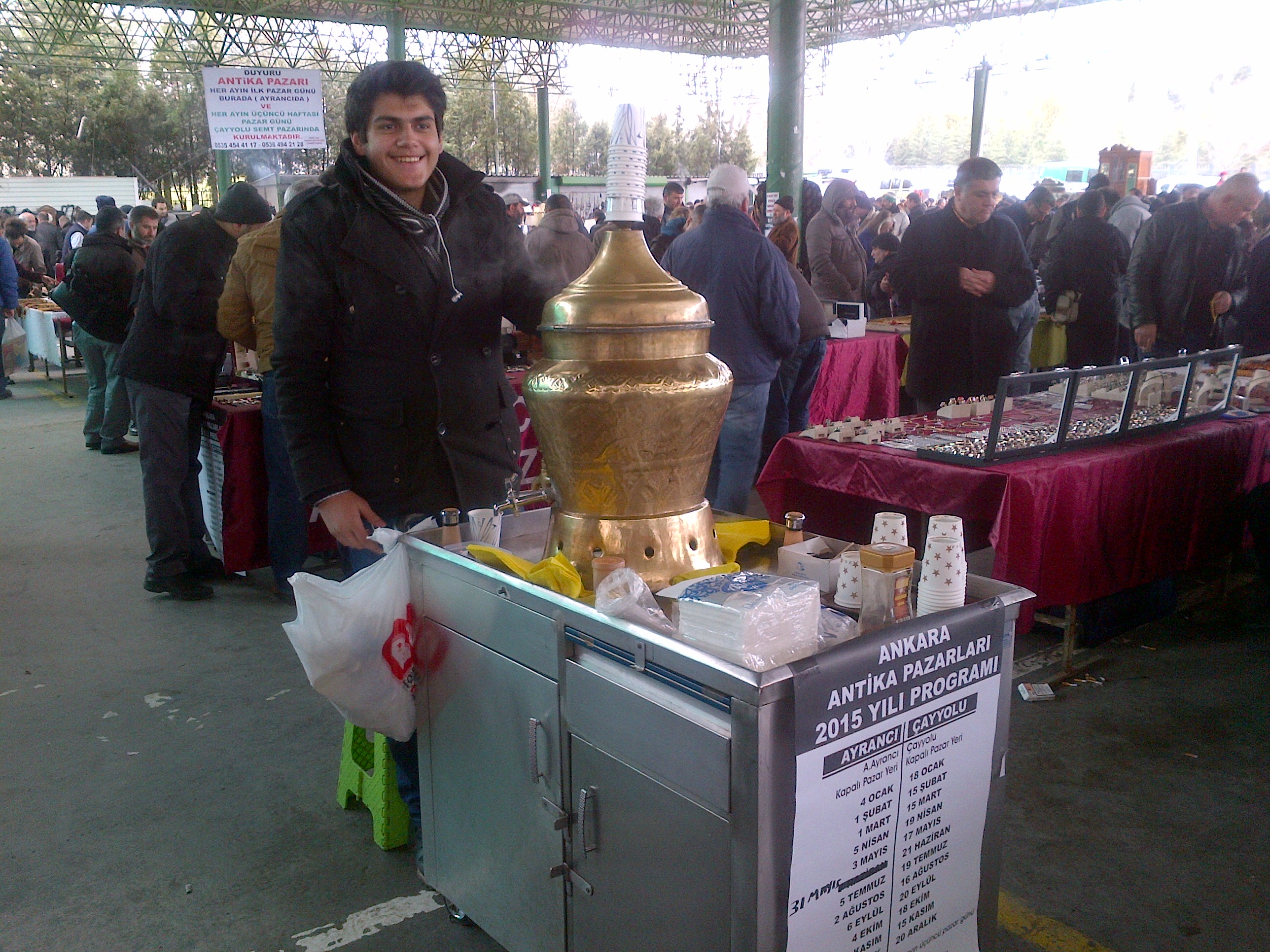
Продажа салепа на ярмарке в Анкаре

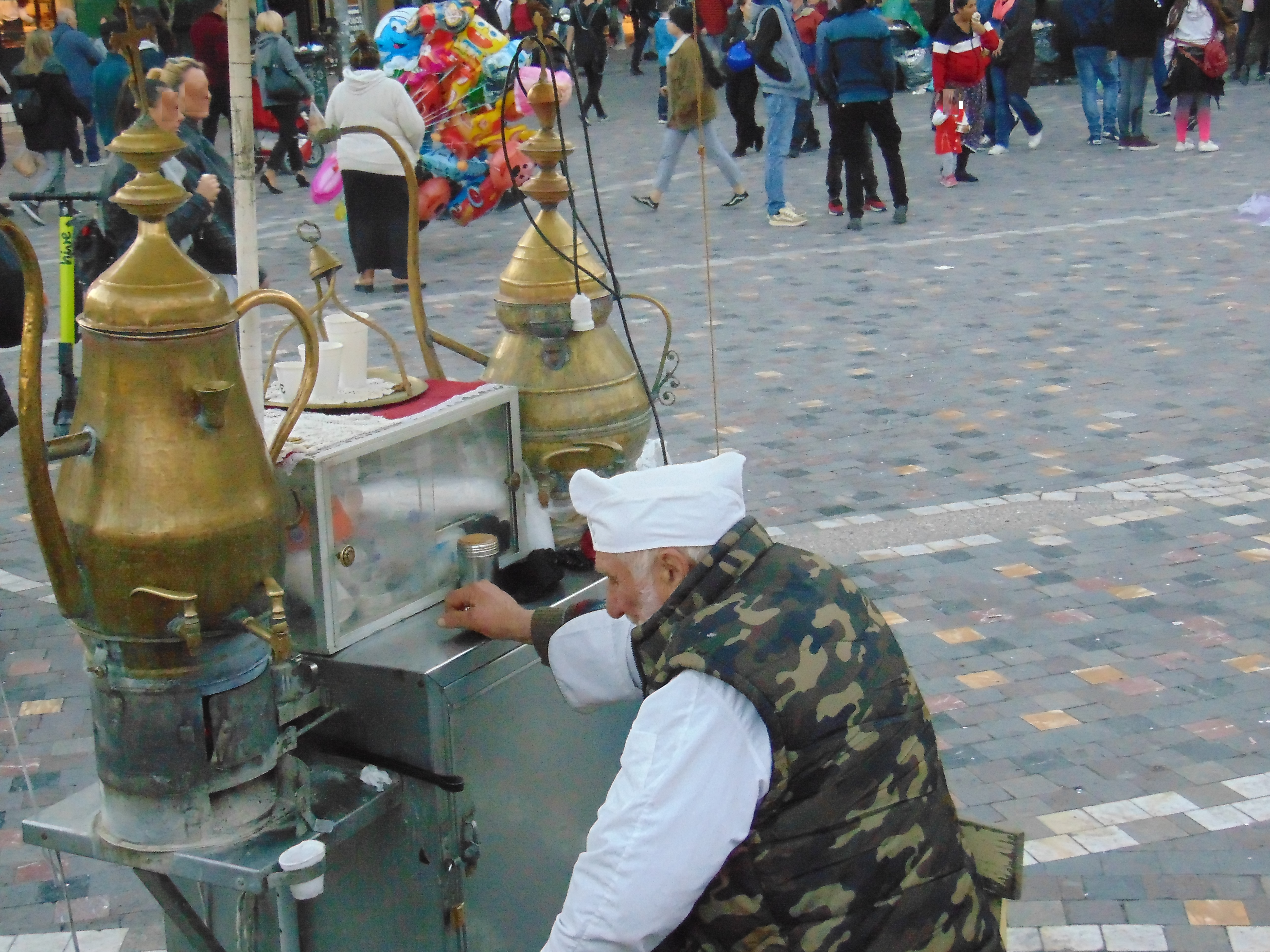
Продавец салепа на площади Монастираки в Афинах

Распространён на Ближнем Востоке, прежде всего в странах бывшей Османской империи. Традиционный напиток турецкой, египетской и тунисской кухни. Встречается на рынках по всему Ближнему Востоку, продаётся в пакетах в виде порошка.
В Турции ежегодно собирают 30 тонн клубней 38 видов. Турецкий регион Кахраманмараш является крупным производителем салепа. Этот регион также известен как Салепи Мараш.
Для производства одного килограмма орхидейной муки требуется от 1000 до 4000 клубней.
Популярность Салепа в Турции привела к сокращению популяции диких орхидей. В результате незаконно вывозить салеп из муки орхидеи.
Из-за нехватки определённых видов и местного вымирания торговцы собирают дикие орхидеи в Иране, где они также становятся жертвами чрезмерной эксплуатации. Эта чрезмерная эксплуатация диких орхидей и их редкость на рынке объясняют высокую цену порошка Orchis. Именно поэтому его часто заменяют сорго или кукурузным крахмалом. Коммерчески доступные порошки часто изготавливают с искусственным ароматом орхидеи.
Салеп также является одним из ингредиентов так называемого турецкого мороженого — дондурмы.

## Приготовление
Несколько столовых ложек орхидейной муки разводят в половине литра холодного молока, затем помещают на огонь и постоянно помешивают, чтобы избежать образования комков. Когда смесь загустеет, она подслащивается и приправляется столовой ложкой розовой воды или герани. Напиток разливают в миски, в конце посыпают слегка поджаренными кунжутными семенами, тёртым кокосовым орехом, корицей. Употребляется преимущественно в холодное время года.
Готовить сахлаб можно и с горячей водой вместо молока. Это наиболее распространено на Кипре. На Ближнем Востоке и в Турции его употребляют с корицей и измельчёнными фисташками. В Египте и других странах Ближнего Востока традиционная версия салепа (сахлаба) содержит мелко тёртый кокос, корицу и грецкие орехи.

## Ингредиенты
- обезжиренное молоко или вода
- мука салепа
- сахар
- розовая вода
- корица
- кокос